# 希雷姆縣

52°5′N 17°1′E / 52.083°N 17.017°E
希雷姆縣（波蘭語：Powiat śremski），是波蘭的縣份，位於該國中西部，由大波蘭省負責管轄，首府設於希雷姆，面積574平方公里，2006年人口58,646，人口密度每平方公里100人。